# Districtes de Bilbao
Els districtes de Bilbao (en basc Bilboko barrutia) són la divisió administrava de la ciutat de Bilbao (Biscaia, País Basc), que es divideix en vuit districtes sotsdividits en barris (auzoak). Aquesta divisió fou oficialitzada després de l'última desannexió de municipis el 1983.

## Districtes de Bilbao
| Nº | Districte             | Barris | Ubicació             |
| -- | --------------------- | --- | -------------------- |
| 1  | Deusto                | Arangoiti, Ibarrekolanda, San Ignazio-Elorrieta i Deustuko Doneperiaga                                                                | Districtes de Bilbao |
| 2  | Uribarri              | Gazteleku, Matiko, Uribarri, Zurbaran, Lorategi-hiri i Arabella                                                                       | Districtes de Bilbao |
| 3  | Otxarkoaga-Txurdinaga | Otxarkoaga i Txurdinaga | Districtes de Bilbao |
| 4  | Begoña                | Begoña, Bolueta i Santutxu | Districtes de Bilbao |
| 5  | Ibaiondo              | Atxuri, Bilbo Zaharra, Zazpikaleak/Casco Viejo, Iturrialde, Abusu/La Peña, Miribilla, San Adrian, San Frantzisko, Solokoetxe i Zabala | Districtes de Bilbao |
| 6  | Abando                | Abando i Indautxu | Districtes de Bilbao |
| 7  | Errekalde             | Ametzola, Iralabarri, Iturrigorri, Errekaldeberri i Uretamendi                                                                        | Districtes de Bilbao |
| 8  | Basurtu-Zorrotza      | Altamira, Basurtu, Olabeaga, Masustegi i Zorrotza                                                                                     | Districtes de Bilbao |

## Cronologia d'annexions a Bilbao

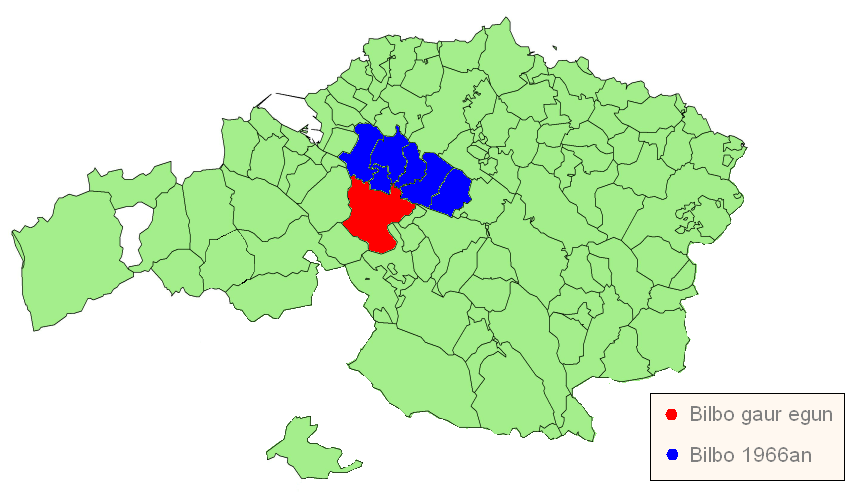
Annexions de Bilbao

- 1872: Primera annexió de la parròquia d'Abando.
- 1890: Segona annexió de la parròquia d'Abando.
- 1924: Annexió de Deusto, Begoña i el districte de Lutxana d'Erandio.
- 1940: Annexió de la resta d'Erandio.
- 1966: Annexió de Derio, Lezama, Loiu, Sondika i Zamudio.
- 1983: Es desannexionen Derio, Lezama, Loiu, Sondika i Zamudio.[2]